# Magyar választási rendszer
A magyar választási rendszer a Magyarországon használt szavazási módszerek és szabályok összessége, beleértve legfőképpen az országgyűlési képviselők megválasztásának rendszerét (parlamenti választások) és a helyi önkormányzati választásokat. A magyarországi választási rendszer része továbbá a Magyarországon tartott európai parlamenti választások során használt rendszer és a kisebbségi önkormányzati választások rendszere, és tágabb értelemben a népszavazások és hasonló kezdeményezések rendszere is.
Sajátosan magyar választási rendszernek nevezhető az országgyűlési választások rendszere és az egyes helyi önkormányzatok választására használt egyszavazatos töredékszavazat-visszaszámláló vegyes választási rendszer, míg más, Magyarországon használt rendszereket világszerte is széles körben használnak.  Ezen felül további, Magyarországon használt választási rendszerek körébe tartoznak a történelmi magyarországi választási rendszerek és a jelenkori Magyarországon nem államilag rendezett választásokon használt rendszerek, például magyarországi előválasztások választási rendszerei.

|                       | Országos választások | Országos választások | Önkormányzati választási rendszer | Önkormányzati választási rendszer | Önkormányzati választási rendszer | Önkormányzati választási rendszer                            |
| Választás             | Országgyűlési választások | Európai parlamenti választások | Helyi önkormányzati választások | Helyi önkormányzati választások | Helyi önkormányzati választások | Nemzetiségi önkormányzati választások                        |
| --------------------- | --- | --- | --- | --- | --- | ------------------------------------------------------------ |
| Választott tisztségek | Országgyűlési képviselők (199) | Magyarországon választott európai parlamenti képviselők (21)                                                                                       | Polgármesterek (+ a fővárosban: főpolgármester) | Képviselő-testület tagjai | Vármegyei közgyűlések tagjai és a Fővárosi Közgyűlés tagjai | Települési kisebbségi önkormányzati képviselők (5) [forrás?] |
| Választási rendszer   | Kétszavazatos vegyes rendszer 106 képviselőt relatív többségi szavazással, egymandátumos választókerületekben, 93 képviselőt országos listáról választanak (Zárt lista, D'Hondt) | Pártlistás arányos rendszer (Zárt, lista, D'Hondt)                                                                                                 | Relatív többségi szavazás | Legalább 10 000 fő: Egyszavazatos vegyes rendszer 10 000 fő alatt: Blokkszavazás (egyéni listás rendszer)                                                                   | Fővárosi Közgyűlés és vármegyei közgyűlések: pártlistás arányos rendszer (Zárt, lista, D'Hondt)                                                                             | Blokkszavazás (egyéni listás rendszer)[forrás?]              |
| Gyakoriság            | 4 évente (+ időközi választások) | 5 évente | 5 évente (+ időközi választások) | 5 évente (+ időközi választások) | 5 évente (+ időközi választások) | 5 évente (+ időközi választások)                             |
| Aktív választójog     | magyar állampolgárok (magyarországi lakcímmel nem rendelkezők csak listás szavazattal rendelkeznek)                                                                              | magyarországi lakcímmel rendelkező magyar állampolgárok és más európai uniós állampolgárok, valamint lakcímmel nem rendelkező magyar állampolgárok | magyarországi lakcímmel rendelkező magyar állampolgárok és más európai uniós állampolgárok, valamint menekültként, bevándoroltként vagy letelepedettként elismert személyek | magyarországi lakcímmel rendelkező magyar állampolgárok és más európai uniós állampolgárok, valamint menekültként, bevándoroltként vagy letelepedettként elismert személyek | magyarországi lakcímmel rendelkező magyar állampolgárok és más európai uniós állampolgárok, valamint menekültként, bevándoroltként vagy letelepedettként elismert személyek | regisztrált nemzetiségi választópolgárok                     |

## Alapelvek
Magyarország alaptörvénye szerint minden állampolgárt általános és egyenlő választójog illet meg, a szavazás pedig mindenkor közvetlen és titkos. 
A választójog Magyarországon önkéntes és szabad, a választáson nem kötelező részt venni. Az országgyűlési és az önkormányzati választás egyaránt lehet általánosak vagy időközi.
Négyévente  általános országgyűlési, ötévente pedig önkormányzati választást kell tartani. Az országgyűlési választás időpontját legkésőbb 72 nappal a választás előtt a köztársasági elnök tűzi ki.

## Országgyűlési választások

Az Országgyűlés tagjai közül 106 képviselőt egyéni választókerületben és 93 képviselőt országos listáról választanak

### Általános országgyűlési választások
A 4 évente tartott általános országgyűlési választásokon a parlament összes mandátumára kiírják a választást. A választás során 106 egymandátumos választókerületben lehet egyéni képviselőjelöltekre szavazni, valamint az országos választókerületben pártlistára vagy nemzetiségi listára. 
A választáson a magyarországi lakcímmel rendelkező állampolgároknak így két (egyéni és listás) szavazata van, míg a határon túli magyar állampolgárok egy, ők csak országos listára szavazhatnak (nem tartoznak egy egyéni választókerülethez sem). Az országos listás szavazatával egy állampolgár vagy nemzetiségi listára, vagy pártlistára szavazhat, mindkettőre azonban nem – erről a választás előtt kell nyilatkoznia (ha nemzetiségi listára kíván szavazni). A listás szavazat zárt listás rendszerű, a választóknak nincs lehetőségük befolyásolni a listákon szereplő jelöltek sorrendjét.

#### Egyéni ág
A 106 egyéni választókerületben a képviselőket egy X-es, relatív többségi szavazással választják, azaz minden választó egy jelöltre szavazhat és a legtöbb szavazatot szerző jelölt nyer. Ez a választási rendszer a korábbival ellentétben egyfordulós, a győztes jelöltnek nem kell megszereznie a szavazatok többségét, azaz, több, mint felét (abszolút többség).
| Magyarországi egyéni országgyűlési választókerületek |                        |                                  |
|                                                      | Vármegye               | Egyéni választó- kerületek száma |
| 1.                                                   | Budapest               | 16                               |
| 2.                                                   | Baranya                | 4                                |
| 3.                                                   | Bács-Kiskun            | 6                                |
| 4.                                                   | Békés                  | 4                                |
| 5.                                                   | Borsod-Abaúj-Zemplén   | 7                                |
| 6.                                                   | Csongrád-Csanád        | 4                                |
| 7.                                                   | Fejér                  | 5                                |
| 8.                                                   | Győr-Moson-Sopron      | 6                                |
| 9.                                                   | Hajdú-Bihar            | 6                                |
| 10.                                                  | Heves                  | 3                                |
| 11.                                                  | Jász-Nagykun-Szolnok   | 4                                |
| 12.                                                  | Komárom-Esztergom      | 3                                |
| 13.                                                  | Nógrád                 | 2                                |
| 14.                                                  | Pest                   | 14                               |
| 15.                                                  | Somogy                 | 3                                |
| 16.                                                  | Szabolcs-Szatmár-Bereg | 6                                |
| 17.                                                  | Tolna                  | 3                                |
| 18.                                                  | Vas                    | 3                                |
| 19.                                                  | Veszprém               | 4                                |
| 20.                                                  | Zala                   | 3                                |
| Összesen                                             | Összesen               | 106                              |

#### Listás ág
A 93 országos listás mandátumot a következőképpen osztják ki:
- Megállapítják a választási küszöböt jelentő szavazatszámot, ez pártlisták esetében 5% (két párt közös listája esetén 10%, három vagy több párt esetén pedig 15%), a nemzetiségi listák tekintetében pedig (ezt kedvezményes kvótának hívják) a szavazatok száma, elosztva a listás mandátumok számával (93) elosztva még néggyel (így kb. 0,27%). A küszöb alatti pártlistákról és nemzeti listákról nem lehet mandátumot szerezni.

- Először kiosztják a kedvezményes kvótával megszerezhető nemzetiségi listás mandátumokat.
- Az egyéni ágon vesztes jelöltekre leadott szavazatokat és a győztes jelöltre leadott többletszavazatokat (győztes jelölt eredménye – (vesztes jelölt eredménye + 1 szavazat)) töredékszavazatnak kell tekinteni, és ezeket hozzáadják (a küszöb feletti eredményt elérő listák esetében) a listás szavazatokhoz.
- A (kedvezményes nemzetiségi mandátumok kiosztása utáni) maradék listás mandátumokat a D'Hondt-módszerrel kiosztják a listák között, a listákról pedig azok sorrendje szerint kapnak a jelöltek mandátumot (ha egyéni ágon nem nyertek).[2]

### Nemzetiségi szószóló
Lehetőségük van nemzetiségi szószólót küldeniük az Országgyűlésbe azoknak a nemzetiségi listát állító nemzetiségeknek, amelyek nem érték el a kedvezményes mandátumhoz szükséges szavazatszámot. A nemzetiségi szószóló a listájukon 1. helyen szereplő személy lesz.

### Megüresedett mandátumok betöltése, időközi választások
Egyéni választókerületekben időközi választást kell kiírni, ha
- a választáson nincs jelölt,
- a legtöbb szavazatot két vagy több jelölt egyenlő szavazatszámmal szerzi meg,
- a megválasztott egyéni választókerületi képviselő megbízatása megszűnik (pl. halál).

Országos listán szerzett mandátum esetében a párt vagy nemzetiségi önkormányzat megjelölhet valakit a listáról, ellenkező esetben a soron következő képviselő tölti be a mandátumot. Amennyiben nincs több képviselő a listán, úgy a mandátum betöltetlen marad. Ugyanígy kell feltölteni a nemzetiségi szószóló pozícióját.

### Kritikák
A kritikusok szerint az új választási rendszer lényegében ellehetetleníti, hogy külön listát állító pártok közös egyéni jelölteket állítsanak, ugyanis ilyenkor a töredékszavazatok elvesznek, és ez kifejezetten az ellenzéki összefogás akadályozására irányuló, védhetetlen rendelkezés.
Kovács és Stumpf tanulmányában rámutatott, hogy a jelenlegi rendszer nagyobb hajlandóságot mutat az aránytalanságra. A kialakult aránytalanság forrását keresve a modellben három belső és egy külső tényezőt azonosítottak. A belső tényezők: 1. az egyéni és listás mandátumok arányainak megváltozása, 2. a győztesnek járó "premizáció" bevezetése, 3. az önálló kompenzációs lista megszüntetése;  külső tényező: a pártok erőviszonyainak országos és kerületi szintű alakulása. A gerrymandering hatást hiába próbálta cáfolni a Századvég és a Nézőpont is, a 2014-es választások adatai szignifikáns összefüggést mutattak a Fidesz népszerűsége és az EVK választásra jogosultjainak száma között. Így a Fidesz szavazatai önmagában a választókerületek egyenlőtlensége miatt voltak 3-4%-kal erősebbek, ezen felül az eloszlás terén láthatóan erős aránytalanságot nyújtott a Fidesz javára (96/106 egyéni mandátumot jelentett) az akkori pártstruktúrában.
További kritikaként merül fel, hogy az egyéni mandátumot nyert képviselőre leadott szavazatokból is képeznek az országos pártlistára beszámítandó töredékszavazatokat. A törvényalkotók erre úgy reagálnak, hogy így biztosítható, hogy ne legyen elveszett szavazat.  Mivel azonban ezek a szavazatok már egyéni ágon is részben érvényesültek, ráadásul nagyobb súllyal, ez így a győztesek további túlkompenzációját jelenti, még aránytalanabbá téve az eleve aránytalan rendszert.

### Törvényi keretek
Az országgyűlési képviselők választását a 2011. évi CCIII. törvény szabályozza.
A választási szabályokat meghatározó törvényeket érintően lényeges változásként a 2012. január 1-től hatályos Alaptörvény megtiltotta, hogy a választásról szóló törvények tartalmáról népszavazást lehessen tartani. A tilalom bevezetésének szükségességét az előterjesztők nem indokolták.

### Előválasztás
2021-ben hat magyar ellenzéki párt (DK, Jobbik, LMP, MSZP, Momentum, Párbeszéd) a 2022-es országgyűlési választáson való közös részvételük alkalmával országos előválasztást tartott. Ennek keretében a 106 egyéni választókerületben a közös egyéni képviselőjelöltek és országosan a közös miniszterelnök-jelölt kiválasztását bízták a választókra. A szavazáson részt vehettek azok a polgárok is, akik a 2022-es országgyűlési választás időpontjáig betöltik a 18. életévüket. Az egyéni képviselőjelölteket egy fordulóban választották meg, a miniszterelnök-jelöltet pedig két fordulóban választották meg relatív többségi szavazással. A második fordulóba legfeljebb 3, legalább 15%-os eredményt elérő jelölt juthatott tovább, amennyiben az első fordulóban egyik jelölt se szerzi meg a szavazatok több, mint felét, a második fordulóban már nem volt szükséges az 50%-os eredmény.
Az előválasztás első fordulóját 2021. szeptember 18–28. között, a másodikat október 10–16. között tartották. Az első fordulóban második helyen végző Karácsony Gergely visszalépett Márki-Zay Péter javára, így végül csak 2 jelöltre lehetett szavazni a második fordulóban. A közös listán szereplő jelöltek kiválasztását (a miniszterelnök-jelölt kivételével) az előválasztások utána, a pártok közösen végzik el.

## Önkormányzati választások

### Helyi önkormányzatok

#### Polgármesterek
A polgármestereket és Budapest főpolgármesterét mindenhol az egyéni polgármesterjelöltek közül lehet választani a jelöltek egyikére leadott szavazattal. Polgármester a legtöbb szavazatot elnyert jelölt lesz (egyfordulós, relatív többségi szavazás).

#### Képviselő-testületek
A 10 000 lakos feletti településeken (és fővárosi kerületekben) vegyes választási rendszerben egyéni választókerületekben és kompenzációs listákról lehet mandátumot szerezni.
Az egyéni választókerületekben egy-egy képviselőt választanak a polgármester-választás szabályaihoz hasonlóan relatív többségi rendszerben, részvételi limit nélkül, vagyis a szavazásban résztvevők számától és a szavazatoknak a jelöltek közötti megoszlásától függetlenül az a jelölt szerzi meg a mandátumot, aki a legtöbb szavazatot kapta. Az egyéni választókerületben a választás csak akkor eredménytelen, ha több jelölt szerez egyenlő számú legtöbb szavazatot (ideértve azt az esetet is, ha egyetlen jelölt sem kap szavazatot), ekkor egyik jelöltet sem választják meg, és időközi választást kell tartani. A választás megtartásának nem akadálya, ha a választókerületben csak egyetlen jelölt indul.
Kompenzációs listát az a szervezet állíthat, amelyik az egyéni választókerületek több mint felében jelöltet állít. A kompenzáció során azokat a töredékszavazatokat kell számításba venni jelölő szervezetenként, melyeket az egyéni választókerületekben meg nem választott jelöltekre adtak. Kompenzációs mandátumot csak annak a szervezetnek a listája kaphat, melynek jelöltjei a települési szinten összesített kompenzációs szavazatok legalább 5%-át megkapták. Közös lista esetén a limit 10%, kettőnél több szervezet közös listájának esetén pedig 15%. A kompenzációs listák között a mandátumok elosztását a törvény a d'Hont-módszer olyan módosított változata szerint írja elő, amely megkönnyíti a kisebb szervezetek első mandátumának megszerzését. Mivel azonban az elosztható mandátumok száma a legtöbb település esetén nagyon kevés (25 ezer lakosig például csupán 3), ezért ez a megoldás erősen aránytalanná teszi a mandátumok elosztását.
A legfeljebb tízezer lakosú településeken a képviselő-testület tagjainak megválasztására az úgynevezett egyéni listás választási rendszert (blokkszavazást) alkalmazzák. Ez azt jelenti, hogy a szavazólapon a jelöltek nevén kívül azt is feltüntetik, hogy a településen hány képviselő választható, és a választópolgár legfeljebb ennyi képviselőre adhatja le szavazatát. A szavazat akkor is érvényes, ha a választó a megválaszthatónál kevesebb jelöltre szavaz. A képviselői mandátumokat a legtöbb szavazatot elnyert jelöltek kapják meg, szavazategyenlőség esetén sorsolás dönt. Nem lehet képviselő, aki nem kapott szavazatot, ha pedig a megválasztott képviselők száma kevesebb mint a választható létszám, akkor a betöltetlen helyekre időközi választást kell kiírni.

#### Vármegyei közgyűlések, Fővárosi Közgyűlés

A Fővárosi Közgyűlés tagja a 23 kerületi polgármester, a Főpolgármester és további 9 mandátumot kompenzációs listáról osztanak ki

A vármegyei közgyűlések (2022-ig megyei, illetve 2014 előtt a fővárosi közgyűlés) összetételéről a pártok és társadalmi szervezetek által állított listák egyikére leadott vokssal lehet szavazni. A listákra az egész megyében (illetve 2014 előtt a fővárosban) összesen szerzett szavazatok arányában jutnak mandátumok a közgyűlésben. A közgyűlésekben csak azokról a listákról lehet mandátumot szerezni, amelyekre leadott szavazatok meghaladják az összes érvényes szavazat 5%-át. Közös lista esetén a limit 10%, kettőnél több szervezet közös listájának esetén pedig 15%.
A 33 tagú fővárosi közgyűlésnek 2014 óta a főpolgármester, a 23 kerületi polgármester és 9 kompenzációs listáról bejutott képviselő a tagja. Kompenzációs listán szerepelhetnek a főpolgármesterjelöltek és a kerületi polgármester jelöltek

### Nemzetiségi önkormányzatok
Azokon a településeken, illetve budapesti kerületekben, ahol kezdeményeztek kisebbségi választásokat, az induló kisebbségek egyikének jelöltjei közül legfeljebb ötöt lehet választani. A szavazat akkor is érvényes, ha a választó a lehetségesnél kevesebb nevet jelöl meg; képviselők a legtöbb szavazatot elnyert jelöltek lesznek. Önkormányzatot az a kisebbség alakíthat, amelynek jelöltjeire a tízezernél nagyobb lélekszámú településeken legalább száz, az ennél kisebb lélekszámúakon legalább ötven választó adott le érvényes szavazatot. Az 1300 főnél kevesebb lakosú települések kisebbségi önkormányzatai legfeljebb három, az ennél nagyobbaké legfeljebb öt képviselőből állhatnak. Az a kisebbség, amely a fővárosban legalább egy kerületben tud önkormányzatot alakítani, fővárosi kisebbségi önkormányzatot is létrehozhat, s a kisebbségek országos kisebbségi önkormányzatot is alakíthatnak.[forrás?]

## Európai parlamenti választások
A választás, ahogy a legtöbb EU tagállamban, Magyarországon pártlistás arányos választási rendszerben történik (egy fordulóban), amelyre 5 évente kerül sor, és csak pártok indulhatnak rajta. Az egész ország egyetlen többmandátumos választókerület. A választási rendszer Magyarországon zárt listás, a választási küszöb 5%, és az arányos mandátumelosztásra D'Hondt módszert alkalmazzák. Az Európai Unió jogi aktusában meghatározott számú – a jelen szabályok szerint 21 – mandátumot osztanak ki Magyarországon.
A választáson részt vehet minden EU-tagállam Magyarország területén bejelentett lakóhellyel rendelkező állampolgára, amennyiben jelzi ilyetén szándékát, ekkor ő is a magyar pártokra szavaz. Magyar állampolgárok hasonló módon vehetnek részt más országok EP-választásán, ekkor ők a másik EU-országban alkalmazott szabályok szerint szavaznak.

## Népszavazások és egyéb kezdeményezések

### Országos népszavazások
Az országos népszavazás elrendelése alapján beszélhetünk kötelezően, illetve mérlegelés alapján elrendeltről (fakultatív népszavazás).[forrás?] Mindkét esetben ügydöntő, kötőerővel bíró a népszavazás eredménye. Az Országgyűlés – ha a népszavazás törvényalkotási kötelezettséget keletkeztet – köteles a szavazás napjától számított száznyolcvan napon belül az érvényes és eredményes népszavazás döntésének megfelelő törvényt megalkotni, mely döntés a törvény kihirdetésétől számított három évig az Országgyűlésre kötelező. A népszavazást az elrendelését követő 50 napon túli időpontra úgy kell kitűzni, hogy az ne essen a törvényben meghatározott napokra.[forrás?]
Legalább kétszázezer választópolgár kezdeményezésére az Országgyűlés országos népszavazást rendel el. A köztársasági elnök, a Kormány vagy százezer választópolgár kezdeményezésére az Országgyűlés országos népszavazást rendelhet el.[forrás?]
Az érvényes és eredményes népszavazáson hozott döntés az Országgyűlésre kötelező. Érvényes a népszavazás, ha az összes választópolgár legalább fele érvényesen szavazott, és eredményes, ha az érvényesen szavazók több mint fele a megfogalmazott kérdésre azonos választ adott.
Országos népszavazás tárgya az Országgyűlés feladat- és hatáskörébe tartozó kérdés lehet.

### Helyi népszavazások
A helyi népszavazás a község, a város, a fővárosi kerület, a főváros, illetőleg a vármegye lakosságának közvetlen részvétele a helyi önkormányzat hatáskörébe tartozó helyi ügyek intézésében. Helyi népszavazást kezdeményezhet a helyi képviselő-testület tagjainak legalább egynegyede, az önkormányzat bizottsága,továbbá önkormányzati rendeletben meghatározott számú választópolgár (a választópolgárok legalább 10, maximum 25 százaléka).[forrás?]
Hasonlóan az országos népszavazáshoz, a jogszabályok megkülönböztetnek kötelezően kitűzendő és fakultatív helyi népszavazást; utóbbi esetben a képviselő-testület mérlegelheti a helyi népszavazás kitűzését.[forrás?]

### Honos népcsoporttá nyilvánítás
Ha egy Magyarországon élő nemzetiség elismerést szeretne szerezni, legalább ezer, magát e nemzetiséghez tartozónak valló, a helyi önkormányzati képviselők és polgármesterek választásán szavazati joggal rendelkező magyar állampolgár kezdeményezheti a nemzetiség Magyarországon honos népcsoporttá nyilvánítását.
Az eljárás során az országos népszavazás kezdeményezésére vonatkozó rendelkezéseket kell alkalmazni, azzal, hogy a kezdeményezés szervezője csak olyan magyar állampolgárságú választópolgár lehet, aki a helyi önkormányzati képviselők és polgármesterek választásán választható. A Nemzeti Választási Bizottság az eljárása során köteles kikérni a Magyar Tudományos Akadémia állásfoglalását a törvényi feltételek fennállásáról. A honos népcsoporttá nyilvánításról az eljárás végén az Országgyűlés dönt.

### Európai polgári kezdeményezés
Legalább egymillió uniós polgár kezdeményezheti, hogy az Európai Bizottság – hatáskörén belül – terjesszen elő megfelelő javaslatot azokban az ügyekben, amelyekben a polgárok megítélése szerint a Szerződések végrehajtásához uniós jogi aktus elfogadására van szükség.

## Történelmi választási rendszerek

### Rendi országgyűlés
Magyarországon a 15. század végére három rend (nemesség, papság, polgárság), majd a nemesi rend szétszakadásával a 16. századra négy rend (főnemesség, köznemesség, papság, polgárság) jött létre, és e rendek 1848-ig fennmaradtak. A rendi állam törvényhozása a rendi gyűlés volt, amit az uralkodó hívott össze, és jogában állt feloszlatni is. A rendi országgyűlés nem jelentett egy minden évben, folyamatosan ülésező intézményt. Az uralkodók politikai helyzettől, érdekeiktől, a rendek nyomásától függően hívtak vagy nem hívtak össze országgyűlést, sokszor évekig nem volt országgyűlés. A magyar rendi országgyűléseken a rendek közül a nemesség jutott döntő szerephez, a papság és főként a polgárság szerepe inkább kiegészítő volt.
Az országgyűlés a 17-18. században mintegy 500 főből állt. Az országgyűlési rendszernek is fontos alapja volt a 13. századtól kialakuló nemesi vármegye, a nemesség megyei önkormányzati intézménye, melynek tagjai választással nyerték hivatalukat.
1608-ban vezették be a királyi Magyarország országgyűlésében a kétkamarás rendszert, kettéválasztva egymástól a főtáblát és az alsó táblát (a követek tábláját). A főtábla (főrendi tábla, felsőtábla, mai szóval felsőház) tagjai a főnemesek és főpapok voltak, születésüknél illetve hivataluknál fogva. Az alsótábla (kamara, képviselőház) ülésein választással megválasztott küldöttek képviselték a többi rendet.

### Rendi országgyűlések választási rendszere (1608–1848)
Az alsótábla küldötteinek megválasztása a 13. századtól kialakuló nemesi vármegyékben (a nemesség megyei önkormányzati intézménye) zajló követválasztásokon történt. Az alsótábla választott küldötteire a teljes választókorú népesség mintegy 10%-a szavazhatott (5% megyei nemesség, 5% szabad királyi városok lakói). A képviselői helyek száma ezen belül sem volt arányos: a vármegyei nemesség részéről minden megyét egy szavazat illetett meg, míg a szabad királyi városok, a papság, illetve a kerületek küldöttei csupán egy-egy szavazattal rendelkeztek. Így a rendi országgyűlések alsótáblájában legtöbben a megyei nemesség képviselői voltak. Őket a megyei választásokon, a megyei nemesség a vármegyeházán, kortes hadjárat után választotta. A jelölteket hivatásos kortesek kísérték és segítették. Végső döntésre a jelölteket támogató nemesekből álló tömeg a vármegyeháznál gyűlt össze: többségük kívülrekedve, a nyitott ablakokon keresztül hallgatta a hangzavart, és az ablakban álló kortesek jelzéseinek megfelelően időről-időre éljenzéssel támogatta jelöltjét. A gyűlésterembe bejutott nemesi tömeg hangos vitát folytatott, melyet a kortesek által vezényelt éljenzések és hurrogások kísértek. A jelöltekről a végső döntést, hagyományos szabály szerint, a többség véleménye alapján hozták: szavazatszámlálás nem volt, hanem jelölteket támogató tömeg kiabálásának hangereje alapján becsülték meg a többséget. A megválasztott megyei követet utasítással látták el, és visszahívható volt.

### Népképviseleti országgyűlési rendszer (1848-tól)
Az 1848. évi V. törvénycikk vezette be az egyéni, egyfordulós, relatív többségi választási rendszert, amelyben a huszadik évüket betöltött és a vagyoni cenzusnak megfelelő magyar férfiaknak volt választójoguk. A választhatóság korhatára 24 év, feltétele a magyar állampolgárság és a magyar nyelv ismerete volt.
A dualizmus korában egy 1874-es törvény az adózáshoz kötötte a választójogot, majd 1899-ben az adóhátralékukat be nem fizetőket kizárták a szavazásra jogosultak közül. Az 1913. évi XIV. törvénycikk nyílt szavazást rendelt el, valamint vagyoni és műveltségi cenzushoz kötötte a szavazójogot.
Általános és titkos, a nőkre is kiterjedő választójogot elsőként a Károlyi-kormány vezetett be 1918-ban. Eszerint minden, bármelyik hazai nyelven írni-olvasni tudó 21 éven felüli férfi és 24 éven felüli nő szavazati jogot kapott.
A modern kori Magyarországon 1920-ban írtak ki először szabad, demokratikus választásokat.[forrás?] A Horthy-korszak 1925-ös törvénye szerint csak Budapesten és a törvényhatósági jogú városokban volt titkos, de kötelező a szavazás, amelyre minden 24. évét betöltött és négy elemit végzett férfi, illetve 30. évét betöltött és hat elemit végzett nő volt jogosult. 1938-ban tették mindenhol titkossá és kötelezővé a szavazást, és ekkor vezették be az ajánlások rendszerét.
1945-ben, a második világháború után fogadta el az Ideiglenes Nemzetgyűlés azt a törvényt, amely pártlistás arányos választási rendszerrel megteremtette az általános és egyenlő választójogot és a titkos és közvetlen szavazást, kizárta ugyanakkor a választás jogából például a hazaárulókat.
1947-ben politikai szempontok alapján százezreket fosztottak meg a választójoguktól. A szabad választásokat az az 1949-es törvény számolta fel véglegesen, amelyik a jelölés jogát a Népfront Országos Tanácsának kezébe adta, a szavazás lehetőségét pedig egyetlen, kötött listára korlátozta.
1953-ban a törvény a választókort 18 évben határozta meg, megszüntette az 1945 és 1947 közt bevezetett kizárásokat, ugyanakkor nyílt szavazással rendelte jelölni a képviselőket. A jelölés joga 1966-ban került a Hazafias Népfront kezébe, és ekkor vezették be az egyéni kerületi rendszert is. 1970-től a jelölőgyűlések résztvevői maguk is állíthattak jelöltet, majd az 1983. évi III. törvény kötelezővé tette a kettős jelölést. A törvény szerint a jelölőgyűlések résztvevői a Hazafias Népfront két hivatalos jelöltjén kívül újabb személyt is javasolhattak. Jelölt az lett, akit a minimum két jelölőgyűlés összes résztvevőjének legalább harmada támogatott.
Az 1985-ös választásokon ennek hatására a 74 úgynevezett spontán jelölt közül 32-en kerültek a parlamentbe, köztük az MSZMP-tag Király Zoltán televíziós szerkesztő-riporter, aki Szeged egyik választókörzetében Komócsin Mihályt, a megyei pártbizottság akkor nyugdíjazott első titkárát megelőzve szerzett mandátumot. Budapesten a demokratikus ellenzék is megkísérelte indítani többek közt Bauer Tamást, Langmár Ferencet, ifjabb Rajk Lászlót és Tamás Gáspár Miklóst, sikertelenül.
1989-ben az ellenzék felélesztette a képviselők visszahívásának jogintézményét; az ennek hatására lemondott képviselők helyére az időközi választásokon sorra ellenzéki jelöltek jutottak a késő Kádár-korszak parlamentjébe: többek között Gödöllőn Roszík Gábor (MDF), Kecskeméten Debreceni József (MDF), Budapesten Tamás Gáspár Miklós (SZDSZ).

#### Az országgyűlési választások menete 1989–2011 között
Az 1990-től a 2014-es választás előttig használt választási rendszerben az Országgyűlés nagyobb létszámú volt (386 fő), az egyéni ágon kétfordulós szavazást használtak, és a mandátumokat 3 szinten osztották ki (helyi, területi és országos). A választók közvetlenül csak egyéni jelöltekre és területi listákra szavazathattak. A választási küszöb kezdetben 4% volt, majd 5%-ra emelték.